# Ebba Ramén
Ebba Elisabeth Ramén, född 22 maj 1910 i Södra Vram, Malmöhus län, död 14 april 1957 i Stockholm, var en svensk ämneslärare och målare.
Hon var dotter till lantbrukaren Emil Nilsson och Agda Knutsson och från 1937 gift med kaptenen Arthur Ramén. Efter examen vid Högre lärarinneseminariet i Stockholm var hon verksam som ämneslärare vid Norrmalms mellanskola i Stockholm. Hon studerade konst för Pär Siegård och bedrev självstudier under resor till Frankrike, Schweiz, Italien, Skottland och Spanien. Separat ställde hon ut på Lilla galleriet i Stockholm och hon medverkade i utställningarna Nordiska konstnärinnor och Skånekonstnärer på Liljevalchs konsthall. Hon medverkade i samlingsutställningar arrangerade av Skånes konstförening, Helsingborgs konstförening, Föreningen Svenska Konstnärinnor, Ängelholms konstförening och Sveriges allmänna konstförening. En minnesutställning med hennes konst visades på Lilla galleriet i Stockholm 1957. Hon tilldelades Skånes konstförenings stipendium 1955. Hennes konst består av blomster och fruktstilleben. Ramén är representerad vid Moderna museet i Stockholm.